# Elophos dognini
Gnophos serotinoides är en fjärilsart som beskrevs av Eugen Wehrli 1922. Gnophos serotinoides ingår i släktet Gnophos och familjen mätare. Inga underarter finns listade i Catalogue of Life.